# Billy Joe Saunders
Billy Joe Saunders (Welwyn Garden City, 30 agosto 1989) è un ex pugile britannico di origine gitana.
È  stato detentore del titolo mondiale  WBO dei pesi supermedi. È anche stato campione del medesimo titolo ma dei pesi medi dal 2015 al 2018. In passato ha detenuto anche il titolo britannico, europeo e del Commonwealth di categoria.

## Biografia
Billy Joe Saunders nasce il 30 agosto 1989 a Welwyn Garden City. Cresciuto in una famiglia di romanichals nei pressi di Hatfield, scopre la passione per il pugilato sin da giovane età: suo bisnonno, Absolom Beeney, era uno dei più celebri pugili a nocche nude della comunità. Da giovane si iscrive al Cheshunt Amateur Boxing club, sotto la supervisione di Charlie Bliss, ed all'Amateur Boxing Club di Hoddesdon.
È stato sposato con Ruby, dalla quale ha avuto due figli, Billy Joe Jr. e Steve.

## Carriera professionale
Saunders compie il suo debutto da professionista il 28 febbraio 2009, sconfiggendo l'ungherese Attila Molnar per KO tecnico dopo due riprese.
L'8 maggio 2021 all'AT&T Stadium di Arlington, perde il titolo dei pesi supermedi WBO contro il messicano Canelo Álvarez.